# Самотній Люк на Tin Can Alley
Самотній Люк на Tin Can Alley (англ. Lonesome Luke on Tin Can Alley) — американська короткометражна кінокомедія режисера Хела Роача 1917 року.

## Сюжет
Люк — кишеньковий злодій, переховуючись від поліцейських він пірнає в міські нетрі. Пізніше він бере участь в боксерському поєдинку, який знову приносить закон до нього на хвіст.

## У ролях
- Гарольд Ллойд — Одинокий Люк
- Бібі Данієлс — Молі
- Снуб Поллард — офіціант
- Марія Москвіні
- С. Б. Сміт
- Маргарет Джослін